# Маловедмеже
Маловедме́же — село в Україні, у Довжанській міській громаді Довжанського району Луганської області. Населення становить 137 осіб.
Знаходиться на тимчасово окупованій території України.

## Історія
Маловедмеже (також Мало-Ведвемеженьки), до 1917 — німецький хутір області Війська Донського, Таганрозький округ. Мешканців: 86 (1915).
7 (20) листопада 1917 року, відповідно до Третього Універсалу Української Центральної Ради, увійшло до складу Української Народної Республіки.  
12 червня 2020 року, відповідно до Розпорядження Кабінету Міністрів України № 717-р «Про визначення адміністративних центрів та затвердження територій територіальних громад Луганської області», увійшло до складу Довжанської міської громади.
19 липня 2020 року, в результаті адміністративно-територіальної реформи та ліквідації  колишніх Довжанського (1938—2020) та Сорокинського районів, увійшло до складу новоутвореного Довжанського району.

## Населення

### Мова
Розподіл населення за рідною мовою за даними перепису 2001 року:
| Мова       | Кількість | Відсоток |
| ---------- | --------- | -------- |
| російська  | 111       | 81.02%   |
| українська | 608       | 18.25%   |
| румунська  | 1         | 0.73%    |
| Усього     | 137       | 100%     |

За даними перепису 2001 року населення села становило 137 осіб, з них 18,25 % зазначили рідною українську мову, 81,02 % — російську, а 0,73 % — іншу.